# Senegal Premier League 2022/23
Die Senegal Premier League 2022/23 war die 59. Saison der höchsten senegalesischen Spielklasse im Fußball. Organisiert wurde die Liga von der Fédération Sénégalaise de Football. Die Saison startete am 1. Oktober 2022. Es nahmen 14 Mannschaften an dem Wettbewerb teil. Titelverteidiger war Casa Sports aus Ziguinchor.

## Teilnehmende Mannschaften
| Mannschaft          | Standort      | Stadion                     | Kapazität |
| ------------------- | ------------- | --------------------------- | --------- |
| CNEPS Excellence    | Thiès         | Stade Maniang Soumaré       | 1000      |
| Casa Sports         | Ziguinchor    | Stade Aline Sitoe Diatta    | 10.000    |
| AS Dakar Sacré-Cœur | Dakar         | Stade Léopold Sédar Senghor | 60.000    |
| Diambars FC         | Saly Portudal | Stade Fodé Wade             | 2000      |
| AS Douanes          | Dakar         | Stade Demba Diop            | 30.000    |
| US Gorée            | Gorée, Dakar  | Stade Demba Diop            | 30.000    |
| Guédiawaye FC       | Guédiawaye    | Stade Amadou Barry          | 5000      |
| AS Génération Foot  | Dakar         | Stade Djiby Diagne          | 1000      |
| ASC Diaraf          | Dakar         | Stade de Diaraf             | 10.000    |
| ASC Linguère        | Saint-Louis   | Stade Mawade Wade           | 1500      |
| AS Pikine           | Pikine        | Stade Alassane Djigo        | 10.000    |
| Sonacos de Diourbel | Diourbel      | Stade Lamine Guèye          | 8000      |
| Stade de Mbour      | M’bour        | Stade Caroline Faye         | 5000      |
| Teungueth FC        | Rufisque      | Stade Amadou Barry          | 5000      |

## Tabelle
Stand: Saisonende 2022/23
| Pl. | Verein                  | Sp. | S  | U  | N  | Tore    | Diff. | Punkte |
| --- | ----------------------- | --- | -- | -- | -- | ------- | ----- | ------ |
| 1.  | AS Génération Foot      | 26  | 16 | 5  | 5  | 033:150 | +18   | 53     |
| 2.  | Casa Sports (M)         | 26  | 12 | 7  | 7  | 032:230 | +9    | 43     |
| 3.  | Guédiawaye FC           | 26  | 11 | 9  | 6  | 028:190 | +9    | 42     |
| 4.  | Diambars FC             | 26  | 13 | 3  | 10 | 033:250 | +8    | 42     |
| 5.  | ASC Diaraf              | 26  | 10 | 7  | 9  | 018:150 | +3    | 37     |
| 6.  | Teungueth FC            | 26  | 10 | 6  | 10 | 024:230 | +1    | 36     |
| 7.  | Sonacos de Diourbel (N) | 26  | 8  | 11 | 7  | 020:180 | +2    | 35     |
| 8.  | US Gorée                | 26  | 7  | 12 | 7  | 019:200 | −1    | 33     |
| 9.  | AS Dakar Sacré-Cœur     | 26  | 7  | 11 | 8  | 016:180 | −2    | 32     |
| 10. | AS Pikine               | 26  | 7  | 10 | 9  | 016:200 | −4    | 31     |
| 11. | ASC Linguère            | 26  | 7  | 9  | 10 | 024:230 | +1    | 30     |
| 12. | Stade de Mbour (N)      | 26  | 4  | 17 | 5  | 015:190 | −4    | 29     |
| 13. | AS Douanes              | 26  | 6  | 10 | 10 | 012:240 | −12   | 28     |
| 14. | CNEPS Excellence        | 26  | 1  | 9  | 16 | 019:470 | −28   | 12     |

Zum Saisonende 2022/23: